# Крю (Вірджинія)
Крю (англ. Crewe) — місто (англ. town) в США, в окрузі Ноттовей штату Вірджинія. Населення — 2262 особи (2020).

## Географія
Крю розташований за координатами 37°10′52″ пн. ш. 78°7′49″ зх. д. / 37.18111° пн. ш. 78.13028° зх. д. (37.180994, -78.130407).  За даними Бюро перепису населення США в 2010 році місто мало площу 5,22 км², з яких 5,22 км² — суходіл та 0,01 км² — водойми.

## Демографія
Згідно з переписом 2010 року, у місті мешкало 2326 осіб у 913 домогосподарствах у складі 605 родин. Густота населення становила 446 осіб/км².  Було 1078 помешкань (206/км²).
Расовий склад населення:
| - 64,7 % — білих - 28,9 % — чорних або афроамериканців - 0,9 % — корінних американців - 3,7 % — осіб інших рас |

До двох чи більше рас належало 1,8 %. Частка іспаномовних становила 6,7 % від усіх жителів.
За віковим діапазоном населення розподілялося таким чином: 27,3 % — особи молодші 18 років, 57,6 % — особи у віці 18—64 років, 15,1 % — особи у віці 65 років та старші. Медіана віку мешканця становила 34,8 року. На 100 осіб жіночої статі у місті припадало 83,9 чоловіків;  на 100 жінок у віці від 18 років та старших — 81,2 чоловіків також старших 18 років.
Середній дохід на одне домашнє господарство  становив 56 872 долари США (медіана — 41 250), а середній дохід на одну сім'ю — 66 089 доларів (медіана — 50 238). Медіана доходів становила 41 444 долари для чоловіків та 39 861 долар для жінок. За межею бідності перебувало 28,8 % осіб, у тому числі 39,6 % дітей у віці до 18 років та 14,2 % осіб у віці 65 років та старших.
Цивільне працевлаштоване населення становило 961 осіб. Основні галузі зайнятості: освіта, охорона здоров'я та соціальна допомога — 35,2 %, виробництво — 11,9 %, публічна адміністрація — 9,3 %, мистецтво, розваги та відпочинок — 8,2 %.